# ポケモンスタジアムシリーズ
ポケモンスタジアムシリーズは、NINTENDO 64用のゲームソフトのシリーズ。全3作が任天堂から発売された。64GBパックを用いて、ゲームボーイ版の『ポケットモンスター』シリーズと連動したプレイを楽しむことができる。
本項目では、一作目の『ポケモンスタジアム』および、続編（拡張版、完全版という言葉の方がより的確）の『ポケモンスタジアム2』『ポケモンスタジアム金銀』を取り扱う。後継作品といえる『ポケモンコロシアム』『ポケモンXD 闇の旋風ダーク・ルギア』『ポケモンバトルレボリューション』は別項目を参照。

## シリーズ概要と共通システム
ポケットモンスターのシステムのひとつである「通信対戦」をクローズアップした作品。1998年に開催された2回目のポケモンリーグ（ポケモンの公式大会。通信対戦による全国大会）に先駆ける形で1作目が発売され、後のシリーズも公式大会の前に発売された。前年のおよび当年の対戦ルールに則った対戦方式が必ず存在している。これら公式大会や『64マリオスタジアム』で行われていたポケモンの大会は、ポケモンスタジアムシリーズを用いて行われていた（本シリーズ発売以前はモニターとスーパーファミコン・スーパーゲームボーイを2台ずつ用意して対戦していた）。
本シリーズはホワイトシティという町を舞台にしている。これは本編のゲームやアニメ版などには登場しない町であり、シリーズ独自の設定と言える。

### 対戦モード
GB版で育てたポケモンのデータを使って、ノンプレイヤーキャラクターあるいは他のプレイヤーと対戦することができる。全ポケモンは3Dで描画され、鳴き声もGB版の電子音からより生物風にアレンジされている。
64GBパックを接続して自分のポケモンを使う他に、あらかじめ自分のポケモンを「登録」しておいたり、ソフト側で用意された「レンタルポケモン」を使用することが可能である。対戦ルールは基本的に通信対戦に準じており、戦闘中にアイテムを使うことはできず、戦闘前と戦闘終了後に全ポケモンが完全回復する。また、ほぼ全てのルールにおいて「お互いに6体のポケモンを見せ合いながら、実際に対戦させる3体を選ぶ」という形式が採られる。これは『64マリオスタジアム』で採用されたルールを引き継いでいる。
その他、共通した設定として「引き分け」が起こらないようになっている。「すてみタックル」などの反動ダメージは最後の相手のポケモンを倒したときには発生せず、「じばく」「だいばくはつ」で最後のポケモン同士が相打ちになればそれを使った方が負けになる。最後のポケモンが使う「みちづれ」「ほろびのうた」は、効果が発揮されることは即ち使用したポケモンが倒れてしまうことを意味するので、そのような状況では無効となる。ちなみに、使った後に反動で次のターンに行動できなくなる「はかいこうせん」は、相手のポケモンを倒せば相手のポケモンチェンジで1ターン消費したとみなされており、これは『1』でもGBと同じように相手ポケモンを倒せば相手のチェンジ後のターンも普通に技やポケモンチェンジが可能だった。しかし、『2』では使用すると相手に命中しなかったりゴーストタイプのポケモンで無効化された場合でも1ターン動けなくなった。GB版でも『スタジアム』でも金銀以降は相手に命中すれば、相手のポケモンを倒した倒せなかったに係わらず反動で行動が取れなくなった。命中しなかった場合やゴーストタイプで無効化された場合は、次のターンも行動できる。また技の一つであるわるあがきは自身のポケモンの技の残機が全て無くなると、勝手に敵のポケモンに攻撃をする。しかし発生率はかなり低いため、発生させるためには、自身のポケモンの攻撃を敵のポケモンに全て回避させ、残機を全てなくすようにしなければならない。
なお、『スタジアム』発売以前に行われていた『64マリオスタジアム』のポケモン対戦において「だいばくはつ」による引き分けが発生した際、解説を務めていたトランセル種市は自爆技は残りポケモンがいる状態で使うべきで、これを使って引き分けになるのは作戦負けという旨の発言を行っており、それを受けた設定とも考えられる。
スタジアム
公式大会の雰囲気を再現したモード。一定のルールのもとに、8人を相手に勝ち抜かなくてはならない（設定上は256人参加のトーナメントであり、公式大会の地区予選と同じである）。『2』以降コンティニューが可能となった。手持ちポケモンを「ひんし」にせずに勝利した場合、そのトーナメントにおけるコンティニュー回数が増える。
ルールによっては4段階の難易度設定がなされている場合があり、本編におけるモンスターボールの系統名称を拝借して「モンスターボールカップ」「スーパーボールカップ」「ハイパーボールカップ」「マスターボールカップ」という名が付けられている。初期状態ではモンスターボールカップしか選択できず、クリアすることで1段階上のカップに挑戦できるようになる。
ジムリーダーのしろ
『2』より追加。ゲームに登場するジムリーダーとその門下生相手に戦う。最大で4人にさえ勝ち抜けば先に進め、一度でも勝ち抜けば次回からは負けてもそこからスタートできる。対戦相手のレベルもこちらのレベルに合わせられる（ただし最低50）ので、レベルが決まっているスタジアムよりも気軽に挑戦できるモードと言える。ただし、コンティニューは不可能。一度しろを全てクリアしたらいいが、しかし裏モードにすると、ジムリーダーははじめからとなる。表と裏モードでトレーナーの所持しているポケモンは一部異なる。
フリーバトル
プレイヤー同士またはプレイヤーとコンピュータで自由に対戦をする。使用ポケモンやルールは自由に設定可能。
とにかくバトル
『2』より追加。ゲーム起動後にすぐに選択できる。あらかじめ用意されたパーティを用いてプレイヤー同士またはプレイヤーとコンピュータで対戦する。システムを体験するために用意されたモードであり、勝敗によって何かが変化することは無い。

#### ポケモンと技の選択
GB版では通信中でも各プレイヤーが本体を持っているので、プレイヤーごとに画面が存在していたが、本シリーズでは1つのテレビ画面を全プレイヤーで共有する。そのため、コマンド入力時に自分の「手の内」を隠すために独特な手法が採られている。
コマンド入力時には画面を見て技やポケモンを選択するのではなく、技やポケモンごとに割り振られたボタンを押すことで選択・決定する。あらかじめ、どのボタンが何に対応するのかを暗記あるいはメモしておけば、ゲームボーイ版と同様の対戦が楽しめる。
暗記やメモをしなくとも、選択中は対応しているボタンを随時確認できる。コンピュータ相手ならば手の内が見えてしまっても問題は無い。対人戦でも敢えて手の内を見せることで、相手に心理的プレッシャーを与える戦術が考えられる。

#### ごほうび
対戦モードにおいて特定の条件を満たすと、特別なわざや道具を持ったポケモンが手に入る。3作それぞれで貰えるものは異なる。

### データの管理
GB版のポケモンやアイテムを、本シリーズのロムカセット内に転送して保存することができる。さらに、すべての（あるいは選択した範囲の）ポケモンのデータを表計算ソフトのように表示する「いちらん」も可能であり、ステータスごとに各種条件でソートしたり、特定の条件のポケモンのみを抜き出すこともできる。この画面上でポケモンに直接アイテムを使って能力を強化したり進化させたりすることも可能。この機能は一部『ポケモンボックス ルビー&サファイア』に引き継がれている。
なお、これらの機能はGBで予めポケモンセンターでセーブをしていないと使用できない。また、金銀クリスタルにおいて、他のプレイヤーが手に入れたポケモン（IDナンバーが主人公と異なるポケモン）は、一定種類以上のポケモンを図鑑に登録していないと移動することができない。

### ゲームボーイ版のプレイ
接続しているGB版のポケモンを、テレビ画面でプレイすることができる。モード選択時にロムカセットのデータを吸い出すので若干時間がかかる。画面はスーパーゲームボーイ使用時と同じものだが、配色などを変更することはできない。通信ケーブルを接続できないので当然通信も行えない。
ある条件を満たせば、2倍速でGBのポケモンをプレイできる「ドードーGB」や、4倍速（『金・銀・クリスタル』は3倍速）でプレイできる「ドードリオGB」でプレイできる機能が追加される。ただし、『スタジアム金銀』でGB版『金・銀・クリスタル』をプレイするためには、「裏」モードで「表」と同じ条件をクリアしなければならない。ちなみに、この『金・銀・クリスタル』をプレイする場合、SGBではなくGBCモード（GBCの起動デモがある）となるのだが、SGBで起動させた場合のピクチャーフレームも表示される。
『赤・緑・青・ピカチュウ』はいずれのスタジアムシリーズでもプレイ可能（『ピカチュウ』は『1』の後に発売されたが可能）。『金・銀・クリスタル』は『ポケモンスタジアム金銀』でしかプレイできない。

### ミニゲーム
対戦モードなどとは独立したゲームとして、最大4人のプレイヤーが参加可能なパーティゲームが『2』以降に収録されている。初心者でもすぐ理解できるシンプルなルールと、ポケモンの個性を生かしたゲームデザインが特徴である。

## ポケモンスタジアム
『ポケモンスタジアム』は、1998年8月1日に日本国内で発売されたNINTENDO 64用ゲームソフト。売上本数は約137万本。

### 概要
シリーズの1作目。『ポケットモンスター 赤・緑・青・ピカチュウ』版に対応（本作発売当時ピカチュウ版は未発売だが対応）。ポケモンシリーズ初のNINTENDO 64ソフトである。ポケモンの3Dグラフィックやゲームボーイソフトとの画期的な連動などが話題を呼び、販促キャンペーンも大規模に行われた。加えてカメラワークやモーションの多彩さ、アレンジされた鳴き声や映像・音声に特化していたが以下の問題があった。
- 当時151種類いたポケモンの内、大会で使用された40種類しか対戦モードで出場させることができなかった。
- 対戦モードが2つしかなかった。対戦のほかにはデータの整理と、ゲームボーイ版のプレイしかできなかった。
- データ整理では、ポケモンを120体しか保存できなかった。これはゲームボーイ版に比べて半分である。
- ゲームボーイ版での手持ちポケモンしか参戦・登録することができなかったので、都度手持ちを整理する必要があった。
- ゲームの性質上、運の要素（ポケモンのタイプや命中率など）があるにも関わらず、コンティニューなどが存在せず、8連戦8連勝が求められた。

上記の問題は次回作以降で改善された。また、日本国外では日本における『2』が1作目として発売されたため、本作は発売されなかった。
また、公式大会の攻略ビデオも発売されていた。ナレーションは子安武人、関智一、鈴木勝美が担当。
実況は長谷部浩一が担当。

### 出場可能なポケモン
スピアー、オニドリル、ピカチュウ、ニドクイン、ニドキング、ダグトリオ、オコリザル、ウインディ、フーディン、カイリキー、ゴローニャ、レアコイル、パルシェン、ゲンガー、イワーク、スリーパー、マルマイン、ナッシー、ラッキー、ガルーラ、スターミー、ストライク、ルージュラ、カイロス、ケンタロス、ギャラドス、ラプラス、メタモン、シャワーズ、サンダース、ブースター、プテラ、カビゴン、※フシギバナ、※リザードン、※カメックス、※フリーザー、※サンダー、※ファイヤー、※カイリュー
※はレベル30トーナメントに出場できない（進化のレベルや登場時点でレベル30以下が存在しないため）。

### 対戦ルール
レベル1から30のトーナメント
本作発売前後に開催された1998年の公式大会のルールに基づく。後の「ニンテンドウカップ98」。レベル30以下で、本作で対戦可能なポケモンのうち33種類（レベル30以下が存在しないものは除く）が参加可能。難易度別に4つのランクがある。全体的な難易度はレベル50と比較して低めであるが、次作以降と比べると難易度は高い。
レベル50から55のトーナメント
1997年の公式大会のルールに基づく。後の「ニンテンドウカップ97」。レベル50〜55（対戦に出す3体のレベルの合計は155まで）で、本作で対戦可能なポケモン40種類全てが参加可能。実際の大会出場者達が似顔絵入りの実名で登場し、使用ポケモンのデータも実際の大会に出たときと同じものが使用されている。ランク別はなく、いきなり彼らを相手にすることになるので難易度は高め。

### 独自のシステム
なみのりピカチュウ
いずれかのトーナメント（レベル30では最高難度の「マスターボールカップ」）において、レンタルや登録を使わずにピカチュウを手持ちに入れた状態で勝ち進み、最終戦でピカチュウをエントリーさせて勝利すれば、そのピカチュウに通常では覚えられない「なみのり」を教えてもらえる。
次回作以降では、特別な技を覚えたポケモンを直接もらえることはあったが、自分のポケモンに特別な技を教えてもらえるのは本作のみである。

## ポケモンスタジアム2
『ポケモンスタジアム2』は1999年4月30日に日本国内で発売されたNINTENDO 64用ゲームソフト。国内売上本数は約71万本。

### 概要（2）
シリーズの2作目であり、前作の完全版ともいえるソフト。発売時点でのすべてのポケモン（151種類）が出場可能になった。前作に引き続き『ポケットモンスター 赤・緑・青・ピカチュウ』版に対応。当初は64DDの追加ディスクという形での販売を予定されていた。前作の主な不満点が解消された上に多数の新機能が追加された。対戦時の技の効果も微調整され、『ポケットモンスター 金・銀』に引き継がれた部分もある。
前作では「バトルに専念したい」人向けのゲームバランスだったが、本作ではミニゲームの収録や対戦相手も始めは優しくなっていたりと、初心者でも親しみやすい内容となった。一方で条件を満たすと、上級者向けの「裏」モードが出現し、歯応えのある対戦も楽しめた。本作の発売時点で既に『赤・緑』の発売から3年以上が経過していたことで、練られたゲームバランスを堪能できた。
本作以降では4人同時プレイに対応、フリーバトルにおいては2人のプレイヤーによる混成パーティが組めるようになった。ただし、同時に対戦に出せるポケモンは各チーム1体ずつであり、『ルビー・サファイア』のマルチバトルとは異なる。
また、本作からピカチュウバージョンのピカチュウを対戦に出した時やミニゲームにおいて、アニメ版の声が使用されるようになった。
そのほかの変更点は、対戦中にポケモンがこおりづけになった際、そのポケモンは「氷の檻」の中で、攻撃を受けたリアクション（のようなポーズ）を取ったままでいるようになった。
実況は前作と同じく長谷部浩一が担当。
2022年9月13日に放送されたNintendo Directにて、『NINTENDO 64 Nintendo Classics』の収録ソフトのひとつとして今後配信されることが発表され、2023年4月12日より配信。なお、ゲームボーイで育てたポケモンは使用できない。

### 対戦ルール (2)
ニンテンドウカップ99
本作のメインといえるルール。本作発売後に開催した1999年の公式大会に基づくルールとなっている。難易度別に4つのランクがある。ミュウ、ミュウツーを除いたレベル50以下のポケモンのうち、1997年・1998年の公式大会の全国トーナメントに一度も登場した事の無いポケモンを対象としている（前作から登場しているポケモンのうち、地区大会及び全国大会の入賞者が使用していたポケモン23体とミュウ・ミュウツーの2体を差し引いた126体）。敵として出場するポケモンは、モンスターボール級やスーパーボール級では一部のポケモンでレベル40台が存在するが、それ以降は全てレベル50となっている。
出場できないポケモンはフシギバナ、ダグトリオ、フーディン、ゴローニャ、レアコイル、ゲンガー、スリーパー、マルマイン、ナッシー、ラッキー、ガルーラ、スターミー、ルージュラ、ケンタロス、ギャラドス、ラプラス、メタモン、シャワーズ、サンダース、カビゴン、フリーザー、サンダー、カイリュー、ミュウツー、ミュウ。
ウルトラカップ
全ポケモン参戦を売りにした本作の目玉でもあるルール。このカップにも難易度別に4つのランクがある。ポケモンの種族、レベル無制限の派手なバトルが展開できるが、同じポケモンは2体以上エントリーできない。またプレイヤー側の出場ポケモンのレベルは不問だが、敵として登場するポケモンはすべてレベル100となっている。
ニンテンドウカップ98
1998年の公式大会に基づくルール。前作の「レベル30トーナメント」に相当する。今作では、一部の技の効果が変更されたため同じ戦略が通用しづらくなった。「裏」では実在する大会出場者が似顔絵入りの実名で登場した（前作の「レベル50トーナメント」と同じく、大会で使われたポケモンと同じ能力が再現されている）。前回大会よりも戦略や戦術が磨かれている上に、育成システムを把握したプレイヤーが増えたため非常に手強くなっている。なお、前作から登場しているポケモンの内、97・98カップでの出場・使用経験のあるポケモンは、99カップでは出場禁止となっている。
ニンテンドウカップ97
1997年の公式大会に基づくルール。前作の「レベル50トーナメント」と基本的には同じルールだが、40体しか参加できなかった前作とは異なりミュウツーとミュウを除く149体が参加可能である。対戦相手としては地区大会及び全国大会の入賞者が使用していたポケモンしか登場して居らず、出場者もゲーム内のトレーナーのみとなっている。
ファンシーカップ
身長2メートル以下、体重20キログラム以下、未進化の条件を満たすポケモンのみ参加が可能な変則ルール。レベル制限は25〜30（対戦に出す3体のレベルの合計は80以下）。名前の通り、かわいらしいポケモンが活躍できる。このルールは公式大会本戦（ニンテンドウカップ99）のプレイベントのような形で全国大会も開催された。ポケモンの最大HPが少ないため、ここでは必ず40ダメージが与えられる「りゅうのいかり」が要注意技となる。
出場可能なポケモンはフシギダネ、ヒトカゲ、ゼニガメ、キャタピー、ビードル、ポッポ、コラッタ、オニスズメ、アーボ、ピカチュウ、サンド、ニドラン♀、ニドラン♂、ピッピ、ロコン、プリン、ズバット、ナゾノクサ、パラス、ディグダ、ニャース、コダック、ガーディ、ニョロモ、ケーシィ、ワンリキー、マダツボミ、イシツブテ、コイル、カモネギ、シェルダー、ゴース、クラブ、ビリリダマ、タマタマ、カラカラ、ドガース、タッツー、トサキント、コイキング、メタモン、イーブイ、オムナイト、カブト、ミニリュウ。
イエローカップ
ミュウを除くレベル15〜20（対戦に出す3体のレベルの合計は50以下）の間に存在しているポケモンが参加可能。このレベルでは大部分のポケモンが未進化だが、低確率で現れる進化した状態の野生ポケモンや、ゲーム内での交換イベントを駆使すれば意外なポケモンが条件を満たしており、特にピカチュウ版（通称「イエロー」）には条件を満たす強力なポケモンが多く出現した。1999年11月に発売された『金・銀』との通信も駆使すれば参加可能なポケモンはさらに増える（金・銀バージョンでのタマゴから孵化させたポケモン等）。ファンシーカップと同様、ポケモンの最大HPが少ないため、ここでは必ず40ダメージが与えられる「りゅうのいかり」が要注意技となる。
ジムリーダーのしろ
レベル・ポケモンの種類を問わず参加可能。城の奥へ向かう道に立ちふさがるカントー地方の8つのジムを順にクリアしていき、ゴールを目指すモード。1つのジムにはトレーナー3人とジムリーダー1人の計4人がおり、1度も負けずに4人全員に勝てば突破となる。配下のトレーナーは基本的にGB版ポケットモンスターで各ポケモンジムの登場していた種類のものが｢ジムリーダーのしろ｣でも登場する。8つのジムをクリアすると四天王が登場。ここで四天王4人とチャンピオン1人に連続で勝利すれば、ジムリーダーのしろ完全制覇となる。なお、敵の使用ポケモンのレベルは、プレイヤーの最高レベルのポケモンと等しくなる（ただしレベル50が下限である）。
ミュウツーをたおせ
全てのトーナメントと「ジムリーダーのしろ」を制覇すると出現するモード。最大6体の手持ちポケモンを用いて、当時最強のポケモンとされたレベル100（最大）のミュウツー1体に挑む最終決戦。こちらの使用ポケモンに制限はなく、手持ちのポケモンがすべて倒れるまでにミュウツーを倒せばよい。これに勝利すればゲームはエンディングを迎え、通常（通称「表」）より全ての対戦モードのポケモンの強化された別ステージ「裏」が出現する。なお
「裏」でも上記と同様にミュウツーと再戦できるが、「表」よりも格段に強く、ゲーム内で存在し得る最強の能力値で現れる。これに勝利すると真のエンディングを迎えることができる。ほかの対戦モードとは異なり、対戦実況はない。

### 独自のシステム (2)
チビッコクラブ
対戦とは関係のないおまけ要素として搭載されたミニゲーム。全9種類。
内容はいずれもポケモンの特徴を生かしたものになっており、「はねる」しか覚えることのできないコイキングを使った「コイキングのはねるでポン」や、「かたくなる」しか覚えることのできないトランセルとコクーンを使った「かたくなるがっせん」がある。ミニゲームでのポケモンの鳴き声はアニメ版のものが使われている。
でんどういりのやかた
いずれかのトーナメントおよび「ジムリーダーのしろ」最終戦をクリアした時点の手持ちポケモンは、ここに「殿堂入り」する。全ポケモンを殿堂入りさせることでご褒美として「ドわすれ」を覚えたコダックがもらえる。同じ種族が再び殿堂入りした場合、以前の記録が強制的に上書きされるため注意が必要である。
「ジムリーダーのしろ」のごほうび
ランダムだが、クリアするたびにフシギダネ、ヒトカゲ、ゼニガメ、イーブイ、サワムラー、エビワラー、カブト、オムナイトのいずれかのポケモンを何度でも受け取ることができる。これらのポケモンはいずれも本編では選択肢に絡み、すべてのポケモンを手に入れるには通信での交換が必須となるポケモンである。さらに、『金・銀・クリスタル』に送るまでは確認できないが、表でもらえるポケモンは「きのはこ（銀のトロフィー）」を、裏は「きりのはこ（金のトロフィー）」を持っていて、『金・銀・クリスタル』バージョンのぬいぐるみと同じく置物としてゲーム内で飾ることができた。
GBビル・ドードーGB・ドードリオGB
ゲームボーイの本編をプレイできる機能。NINTENDO 64という大容量のハードウェアにより、通常（ゲームボーイ）の2倍・4倍の速度でプレイできるようになった。ただし、始めはGBビルのみが使え、ゲームを進めることで、ドードーGBとドードリオGBも使えるようになる。

## ポケモンスタジアム金銀
『ポケモンスタジアム金銀』は2000年12月14日に日本国内で発売されたNINTENDO 64用ゲームソフト。国内売上本数は約114万本。

### 概要（金銀）
シリーズの3作目にして最終作。『金・銀・クリスタル』対応版。前作の『赤・緑・青・ピカチュウ』版にも一部対応している。
基本的には『金・銀・クリスタル』版のためのソフトであるが、前作『赤・緑・青・ピカチュウ』版からも直接、ポケモンやアイテムの管理をしたり対戦モードに参戦することが可能である。使用できるポケモンや技が大幅に制限されるので難易度は上がり、一種のやり込みプレイになる。なお、その場合もポケモンの能力や技の効果は『金・銀・クリスタル』準拠となる。ちなみに『赤・緑・青・ピカチュウ』において異なるデータ間でアイテムをやり取りする手段は本作が唯一であり、これによる新たなやり込みも可能となった。
シリーズでは唯一ドルビーサラウンドに対応している。
実況は大西健晴が担当。
2022年9月13日に放送されたNintendo Directにて、『NINTENDO 64 Nintendo Classics』の収録ソフトのひとつとして今後配信されることが発表され、2023年8月8日に配信開始。なお、ゲームボーイで育てたポケモンは使用できない。

### 対戦ルール（金銀）
ニンテンドウカップ2000
本作発売前後の2000年秋から2001年の年明けまでに開催された公式大会のルールに基づく。レベル50から55（ただし対戦に出す3体のレベルの合計はニンテンドウカップ97と同じく155以下）のミュウツー、ミュウ、ルギア、ホウオウ、セレビィを除く全ポケモンが参加可能（ニンテンドウカップ99で出場禁止になっていたポケモンも今大会では出場復帰している）。難易度別に4ランクがある。ルビー・サファイア発売以後も一定の人気を博す対戦ルールである。
ウルトラカップ
前作同様、ポケモンやレベルに制限の無いルールである。さらに多彩になったポケモンや技で存分に暴れることができる。前作のウルトラカップで猛威を振るったミュウツーも出られるが、悪・鋼タイプの登場、特殊の特殊攻撃・特殊防御への分裂、メイン技の「サイコキネシス」の追加効果の発動確率の減少により前作ほどの強さは発揮できない。
リトルカップ
レベル5で、「進化することができるがまだ進化していないポケモン」のみが参加できる。『金・銀』の新要素であるタマゴシステムを前面に押し出したルール。名前に似合わず、ストライクやイワークといった大型のポケモンが活躍する。前作のファンシーカップやイエローカップで「りゅうのいかり」が要注意技となっていたためか、このカップではポケモンによらずダメージが固定の技「ソニックブーム」「りゅうのいかり」は効果無しとなっている。
チャレンジカップ
プレイヤーが用意したポケモンは使えず、エントリーした時点でランダムで決まる6体のポケモンを用いてプレイしなければならない。また、相手の手持ちもランダムで決まるため、特定の攻略法も存在しない。つまりプレイヤーの腕、そして運が問われるカップでもある。難易度別に4ランクがある。ランクが上がるごとにポケモンのレベルも上昇する。大抵の場合、使い慣れないポケモンや技の使用を強いられることになる。GB版を持っていない、64GBパックが無いプレイヤーでも気軽に楽しめるカップでもある。
ジムリーダーのしろ
レベル・ポケモンの種類を問わず参加可能。基本的なルールは『2』と同じ。しかし今作ではゴールするまでにジョウト・カントーの計16ジムを制覇せねばならず、さらにロケット団乱入イベントもあるためステージ数が大幅に増えた。また、1ジムあたりのトレーナーの人数も前作とは違ってまちまちである。例えば、アサギジムにはトレーナーが1人もおらず、リーダーのミカン1人だけで構成されている。
ライバルをたおせ!
全てのトーナメントと「ジムリーダーのしろ」を制覇するとプレイできる。最大6体の手持ちポケモンを用いて、当時最強のポケモン達とされたミュウツー・ルギア・ホウオウを引き連れたライバル（『金・銀』）との最終決戦。「裏」ではより強化されている。それぞれ、クリアすることがエンディング閲覧の条件であることは前作と同様。

### 独自のシステム（金銀）
ポケモンこうざ
対戦における基本的な知識やテクニックをチュートリアルで学んだり、実際に模擬対戦をすることができる。さらに、全ポケモンの覚える技や出現場所のデータベースも閲覧できる。「攻略本いらず」とも称された（実際、当時の『金・銀・クリスタル』の攻略本よりデータは充実していた）。
ポケモンクイズ
本作はミニゲームともうひとつのミニゲームとして「ポケモンクイズ」が追加されている。名前のとおりポケモンに関するクイズを楽しめる。1人から4人までプレイできる。難易度は「かんたん」「ふつう」「むずかしい」と3つに分けられている。「むずかしい」になると「………ですが、………はなんでしょう?」などというフェイント（パラレル）がある。
「ジムリーダーのしろ」のごほうび
クリアした時のメンバーのいずれか1体に、「そのポケモンがそのレベルまでに自力で覚えられる技」を1つだけ「思い出させる」ことができる。この方法を使わないと覚えられない技も存在する。
本編では特に名前は出ていないが、攻略本ではスーパーわざマシンと呼ばれている。
ルールエディット
フリーバトルのルールを自由に作成できる。とはいっても参加ポケモンやレベルの制限、引き分けの裁定やコマンド入力制限時間などが設定できるのみで、ルールにあわせた対戦相手が現れるわけでもなかった（あくまでもプレイヤー同士の対戦を想定）ため、大会のような特殊な状況を除いてはあまり用いられることは無かった模様。
ふしぎなおくりもの
『金・銀・クリスタル』における通信の一種。本来はゲームボーイカラー2台が必要な対人通信だが、本作では女の子（ノンプレイヤーキャラクター）と行うことができる。当然、1日あたり1つのGBデータにつき1回まで。また、そのデータでふしぎなおくりものを行えるようにしておくことが必要。因みに毎日来たり、何日か来なかったりすることで女の子の台詞が変わる。なお、女の子と最後に通信した状態でトレーナーハウスへ行くと、「オクル」という名のトレーナーが現れる。
じぶんのへや
『金・銀・クリスタル』では自分の部屋を好きなアイテムで模様替えすることができるが、それを3D画面で鑑賞できる。
モバイルスタジアム
モバイルアダプタGBを接続したことのある『クリスタル』を接続した後に現れる。『クリスタル』経由でダウンロード（現在ではサービス終了）した実際の公式大会の対戦を鑑賞したり、そのトレーナーと実際に対戦することができる（操作はCP）。シリーズ名物である実名の大会入賞者が本作に登場しないのはこのモードが存在するためとも考えられる。ただしフリーバトルとして戦うことしかできず、似顔絵も無い。
「ともだちデータ」機能で直接対戦（ともだちとモバイル）した相手のデータを登録し、CP操作で対戦することもできる。
GBビル・ドードーGB・ドードリオGB
ゲームボーイの本編をプレイできる機能。NINTENDO64という高性能のハードウェアにより、通常（ゲームボーイ）の2倍・4倍（『金・銀・クリスタル』は3倍）の速度でプレイできるようになった。ただし、始めはGBビルのみが使え、ゲームを進めることで、ドードーGBとドードリオGBも使えるようになる。基本的には、「スタジアム」のすべて（4ランクあるものはそのすべてを含む）をクリアするか、もしくは「ジムリーダーのしろ（カントーおよびレッドとの決戦を含む）」をクリアすることでドードーGBが解禁され、両方ともクリアすればドードリオGBが解禁される流れとなる。ただし金銀クリスタルを倍速以上でプレーするにはそれらを「うら」までクリアする必要があるほか、GB側の金銀クリスタルについてもある程度ゲームを進めている必要がある。
『金・銀・クリスタル』で倍速モードを使った場合、処理能力の関係で2倍にすると画面がセピア色に変化するとともにフレームが消失（これはスーパーゲームボーイ使用時のピクチャーフレームと同じものであるため、GBC専用の『クリスタル』は元から無い）、3倍速になると画面がモノクロになる。

### 豆知識
- 今作に登場するポケモンの3Dモデルは、後にWiiで発売された「ポケモンバトルレボリューション」に流用されている。
- 発売前の一時期は『ポケモンスタジアム金銀クリスタル』というタイトルで発表され、タイトルロゴも公開されたが、結局『クリスタル』の部分は除外された。
- 本作の発売を記念して、歴代の大会で上位を収めたプレイヤーを招待した「エキシビジョンマッチ」が開催された。
- 本作品はポケモンシリーズで初めてフラッシュメモリバックアップを採用している。よって、半永久的にポケモンを保存できる[注 5]。『金・銀・クリスタル』は、時計機能搭載であるがゆえ、バックアップ電池の消費が早いので、それを補う機能と言える（異なるID間でポケモンをやりとりするには150種類以上のポケモンを捕まえていないといけない）。なお、いわゆるバグ（バグり）でデータの一部または全部が消えることは普通にありうる。
- 公式にアナウンスはされないが「メモリー拡張パック（ハイレゾパック）」に対応している。これを本体に接続していると、GBビルで『金・銀・クリスタル』のプレイ中に発生する頻繁なローディングを回避できる。
- ミニゲームプレイ時にGBパックを接続していると、そのGB版のポケモンを参加させることが出来、勝利するとGB版でのゲームコーナーのコインが手に入ったり、ポケモンの「なつき具合」が上昇するといったメリットが見られる。この場合は「オオタチのピョンピョンボール」でキリンリキ、「ころころトゲピー」でオムナイト、「いあいぎりがっせん」でハッサム等、本来とは異なるポケモンでのプレイも可能。
- ミニゲームの「はこんでデリバード」でGBパックを接続し使うと、登場するプレゼントのうちゲームボーイカラーとNINTENDO64が、当時の新製品（厳密に言うとこの時点では未発売）であるゲームボーイアドバンスとゲームキューブに変わる。ゲームボーイカラーとゲームボーイアドバンスの重量はさして変わらないが、ゲームキューブはNINTENDO64に比べて若干軽く、やや速い速度で運べる。
- 裏スタジアムでは、「金・銀・クリスタル」にしか存在しない技のタマゴ技と「赤・緑・青・ピカチュウ」のわざマシンなど、普通では出来ない組み合わせの技を覚えているポケモンが何体かいる。（一例としては、マチスのライチュウが「なみのり」と「きしかいせい」を覚えている、シバのナッシーが「げんしのちから」と「だいばくはつ」を覚えている、など。）
- 裏ジムリーダーの城のワタルは、手持ちのオーダイルとバンギラスにせんせいのツメを同時に持たせている。普通、同じ道具を持たせることは出来ないので、これはもちもの重複の違反である。
- 今作の敵NPCは、ポケモンシリーズでもトップクラスに賢いと言われている。例えば、こちらのポケモン交代を予測して技を選択する、一度プレイヤー側が使用した技を警戒する等の行動をとる。